# Françoise Le Borgne-Uguen
Françoise Le Borgne-Uguen, née le 4 avril 1961, est une sociologue et féministe française, attachée à l'Université de Bretagne-Occidentale, Brest, spécialiste de la sociologie de la famille, de la santé et protection sociale, et de la gérontologie.

## Biographie
En 1997, elle obtient son doctorat de Sociologie à l'Université Paris V-Sorbonne, avec une thèse intitulée Être Grand-mère, des expériences différenciées. Une construction de soi à partir d’une hiérarchisation de liens familiaux.
Françoise Le Borgne-Uguen reçoit son habilitation à diriger des recherches en sociologue en 2013, à l'Université de Bretagne-Occidentale (UBO) à Brest en présentant : Dynamiques du travail familial et dispositifs publics : de la grand-maternité au soin aux personnes du grand âge.
Enseignante-chercheuse, elle est notamment Directrice adjointe du Laboratoire d'études et de recherche en sociologie (Labers) de l’université de Bretagne-Occidentale à Brest, et enseigne également à l'université de Sherbrooke, au Québec (Canada). 
Elle est également directrice adjointe de la Maison des Sciences de l'Homme en Bretagne (MSHB) et contribue aux travaux de l'Association internationale des sociologues de langue française pour le comité de recherche sociologie de la santé, et de l'Association française de sociologie pour le réseau thématique vieillesses vieillissement et parcours de vie. 
Françoise Le Borgne-Uguen développe des actions de coopération universitaire au niveau international. Elle collabore durant plus de 25 ans avec la sociologue et chercheuse Simone Pennec et lui dédiera avec le Labers de l'Université de Bretagne Occidentale un symposium sur la question du vieillissement en 2014.  
Elle organise et participe régulièrement à des colloques internationaux ou des conférences, afin d'éclairer, à partir de ses travaux de recherches, les problématiques actuelles, notamment celles du droit et du vieillissement chez les femmes,.

## Principales publications
- Vieillir en Société, une pluralité de regard sociologiques (ouvrage collectif), Presses universitaires de Rennes, 2014.
- L'entraide familiale : régulations juridiques et sociales, avec Muriel Rebours, Presses universitaires de Rennes, 2012
- Réflexions à partir d'une expérience universitaire de formations en sciences coalises dans le domaine du vieillissement, avec Simone Pennec, Revue Gérontologie et société N°142[14]
- Les négociations du soin. Les professionnels, les malades et leurs proches, Presses universitaires de Rennes, 2014[15].
- Technologies urbaines, vieillissement et handicaps, Simone Pennec, Françoise Le Borgne-Uguen. Éditeur ENSP, 2005.
- Prévenir l'isolement des personnes âgées, voisiner au grand âge, Éditions Dunod, 2004.
- La grand-parenté : une occasion de socialisation des retraités, La Retraite : une révolution silencieuse, 2001[16].